# Zuid-Pacifische gyre

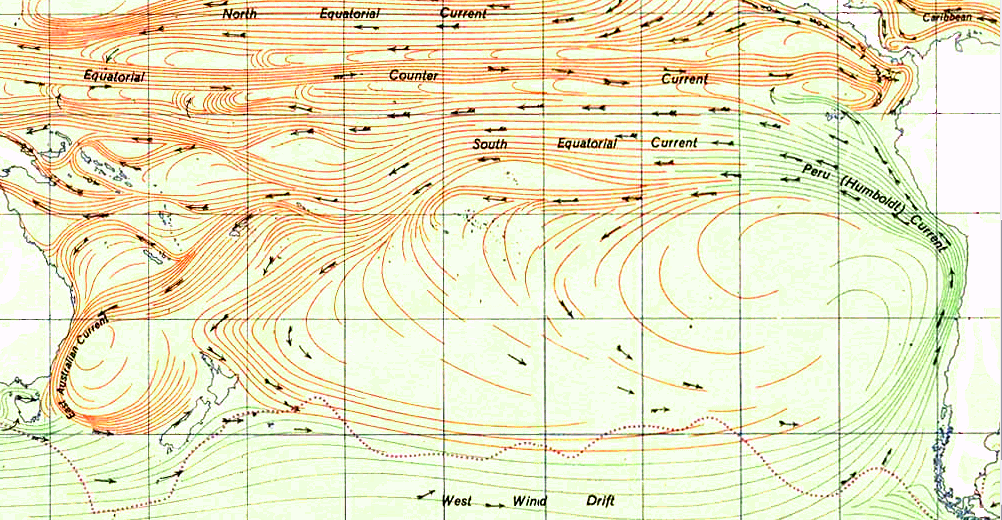
De Zuid-Pacifische gyre in het zuidelijk deel van de Grote Oceaan

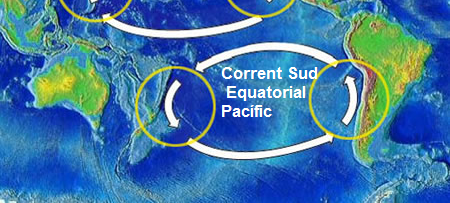
Kaart met de vier hoofdstromen rond de gyre

De Zuid-Pacifische gyre, gelegen in het zuidelijke deel van de Grote Oceaan, is een van de vijf grote oceanische gyres. Het is een circulair systeem van zeestromingen dat zich uitstrekt van Nieuw-Zeeland tot aan de westkust van Argentinië en Peru in Zuid-Amerika. 
De stromingen die de Zuid-Pacifische gyre vormen, omvatten de Antarctische circumpolaire stroom (westenwinddrift) in het zuiden, de Humboldtstroom in het oosten, de Pacifische Zuidequatoriale stroom in het noorden en de Oost-Australische stroom in het westen.
Het centrum van de Stille Zuidzee is de oceanische pool van ontoegankelijkheid, de plek op de verste plek van alle continenten en productieve oceaangebieden en wordt beschouwd als de grootste oceanische woestijn van de aarde. De gyre bevat, net als bij de andere vier gyren van de aarde, een gebied met verhoogde concentraties van pelagische plastics, chemisch slib en ander afval dat bekend staat als de plasticsoep in de Zuidelijke Grote Oceaan.

## Sedimentflux en accumulatie
De passaatwinden van de aarde en het corioliseffect zorgen ervoor dat de zeestromingen in de Stille Zuidzee tegen de klok in circuleren. De stroming zorgt ervoor dat het midden van de stroom wordt afgesloten van het opwellen van voedingsstoffen en er worden weinig voedingsstoffen door de wind aangevoerd (eolische processen) omdat er relatief weinig land is op het zuidelijk halfrond om stof te leveren aan de heersende winden. De lage hoeveelheden van voedingsstoffen in de regio resulteren in een extreem lage primaire productiviteit in het oceaanoppervlak en vervolgens een zeer lage flux van organisch materiaal dat zich als zeesneeuw op de oceaanbodem nestelt. De lage niveaus van biogene en eolische depositie zorgen ervoor dat sedimenten zich zeer langzaam op de bodem van de oceaan verzamelen. In het midden van de Stille Zuidzee, is de bezinkingssnelheid 0,1 tot 1 meter per miljoen jaar. De sedimentdikte (van het basale basalt tot de zeebodem) varieert van 1 tot 70 meter, waarbij dunnere sedimenten dichter bij het centrum van de gyre voorkomen. De lage stroom deeltjes naar de Stille Zuidzee zorgen ervoor dat het water daar het helderste zeewater ter wereld is.

## Waterkleur
Satellietbeelden tonen aan dat sommige gebieden in de gyre groener zijn dan het omringende helderblauwe water, wat vaak wordt geïnterpreteerd als gebieden met hogere concentraties levend fytoplankton. De veronderstelling dat groener oceaanwater altijd meer fytoplankton bevat, is echter niet altijd waar. Hoewel de Zuid-Pacifische gyre deze stukken groen water bevat, heeft het heel weinig organismegroei. In plaats daarvan veronderstellen sommige onderzoeken dat deze groene vlekken het gevolg zijn van de opeengehoopte afval van het leven in zee. De optische eigenschappen van de Zuid-Pacifische gyre blijven grotendeels onontgonnen.